# Simetria rotacional

O tríscele que aparece na bandeira da Ilha de Man tem simetria rotacional porque parece o mesmo quando girado em um terço de uma volta completa em torno de seu centro. Como sua aparência é idêntica em três orientações distintas, sua simetria rotacional é tripla.

A simetria rotacional, também conhecida como simetria radial na geometria, é a propriedade que uma forma tem quando parece a mesma após alguma rotação por uma volta parcial. O grau de simetria rotacional de um objeto é o número de orientações distintas nas quais ele parece exatamente o mesmo para cada rotação.
Certos objetos geométricos são parcialmente simétricos quando girados em certos ângulos, como quadrados girados 90°, no entanto, os únicos objetos geométricos que são totalmente simétricos rotacionalmente em qualquer ângulo são esferas, círculos e outros esferoides.

## Tratamento formal
Formalmente, a simetria rotacional é a simetria em relação a algumas ou todas as rotações no espaço euclidiano m-dimensional. As rotações são isometrias diretas [en], isto é, isometrias que preservam a orientação. Portanto, um grupo de simetria de simetria rotacional é um subgrupo de E+(m) (ver grupo euclidiano).
A simetria com relação a todas as rotações sobre todos os pontos implica simetria translacional com relação a todas as translações, de modo que o espaço é homogêneo e o grupo de simetria é todo o E(m). Com a noção modificada de simetria para campos vetoriais [en], o grupo de simetria também pode ser E+(m).
Para simetria em relação às rotações em torno de um ponto, podemos tomar esse ponto como origem. Estas rotações formam o grupo ortogonal especial SO(m), o grupo de [[Matriz ortogonal|matrizes (arranjos) ortogonais m×m com determinante 1. Para m = 3 este é o grupo de rotação SO(3).
Em outra definição da palavra, o grupo de rotação de um objeto é o grupo de simetria dentro de E+(n), o grupo de isometrias diretas; em outras palavras, a interseção do grupo de simetria total e o grupo de isometrias diretas. Para objetos quirais é o mesmo que o grupo de simetria completo.
As leis da física são SO(3)-invariantes se não distinguirem diferentes direções no espaço. Por causa do teorema de Noether, a simetria rotacional de um sistema físico é equivalente à lei de conservação do momento angular.

### Simetria rotacional discreta
Simetria rotacional de ordem n, também chamada de simetria rotacional de n dobra(s), ou simetria rotacional discreta de enésima ordem, em relação a um ponto particular (em 2D) ou eixo (em 3D) significa que a rotação em um ângulo de 360°/n (180°, 120°, 90°, 72°, 60°, 51 3⁄7°, etc.) não altera o objeto. Uma simetria de "1 dobra" não é, ou é sem, simetria (todos os objetos parecem iguais após uma rotação de 360°).
A notação para simetria de n dobras é Cn ou simplesmente "n". O grupo de simetria real é especificado pelo ponto ou eixo de simetria, juntamente com o n. Para cada ponto ou eixo de simetria, o tipo de grupo abstrato é grupo cíclico de ordem n, Zn. Embora para este último também seja usada a notação Cn, o Cn geométrico e o Cn abstrato devem ser distinguidos: existem outros grupos de simetria do mesmo tipo de grupo abstrato que são geometricamente diferentes .
O domínio fundamental [en] é um setor de 360°/n.
Exemplos sem simetria de reflexão adicional:
- n = 2, 180°: a díade; as letras Z, N e S; os contornos, embora não as cores, do símbolo do yin e yang; a bandeira da união (dividida ao longo da diagonal da bandeira e girada sobre o ponto central da bandeira)
- n = 3, 120°: tríade, tríscele, anéis borromeanos; às vezes o termo simetria trilateral é usado;
- n = 4, 90°: tétrade, suástica
- n = 6, 60°: héxade, Estrela de Davi (este tem simetria de reflexão adicional)
- n = 8, 45°: óctade, teto de muqarnas octogonal gerado por computador (G.C.)

Cn é o grupo de rotação de um polígono regular de n lados em 2D e de uma pirâmide regular de n lados em 3D.
Se houver, por exemplo, simetria rotacional em relação a um ângulo de 100°, então também em relação a um de 20°, o máximo divisor comum de 100° e 360°.
Uma hélice é um objeto 3D típico com simetria rotacional (possivelmente também com eixos perpendiculares), mas sem simetria de espelho.

### Exemplos
| C2 (mais)                  | C3 (mais)                                                                 | C4 (mais) | C5 (mais)                                       | C6 (mais) |
| -------------------------- | ------------------------------------------------------------------------- | --------- | ----------------------------------------------- | --------- |
| Fractal de pêndulo duplo   | Sinal de trânsito de rotatória                                            |           | Estrela do bicentenário dos Estados Unidos [en] |           |
| A posição inicial em shogi | Design dos chifres de bebida [en] interligados da pedra de Snoldelev [en] |           |                                                 |           |

### Vários eixos de simetria passando pelo mesmo ponto
Para simetria discreta [en] com múltiplos eixos de simetria passando pelo mesmo ponto, existem as seguintes possibilidades:
- Além de um eixo de n dobras, n eixos perpendiculares de duas dobras: os grupos de diedros Dn de ordem 2n (n ≥ 2). Este é o grupo de rotação de um prisma regular ou uma bipirâmide regular. Embora a mesma notação seja usada, o Dn geométrico e o Dn abstrato devem ser distinguidos: existem outros grupos de simetria do mesmo tipo de grupo abstrato que são geometricamente diferentes.
- Eixos de 4×3 dobras e 3×2 dobras: o grupo de rotação T de ordem 12 de um tetraedro regular. O grupo é isomórfico ao grupo alternante A4.
- Eixos de 3×4 dobras, 4×3 dobras e 6×2 dobras: o grupo de rotação O de ordem 24 de um cubo e um  octaedro regular. O grupo é isomórfico ao  grupo simétrico S4.
- Eixos de 6×5 dobras, 10×3 dobras e 15×2 dobras: o grupo de rotação I de ordem 60 de um dodecaedro e um icosaedro. O grupo é isomórfico ao grupo alternante A5. O grupo contém 10 versões de D3 e 6 versões de D5 (simetrias rotacionais como prismas e antiprismas).

No caso dos sólidos platônicos, os eixos duplos passam pelos pontos médios das arestas opostas, e o número deles é metade do número de arestas. Os outros eixos passam por vértices opostos e por centros de faces opostas, exceto no caso do tetraedro, onde os eixos triplos passam cada um por um vértice e o centro de uma face.

### Simetria rotacional em relação a qualquer ângulo
A simetria rotacional em relação a qualquer ângulo é, em duas dimensões, simetria circular. O domínio fundamental é uma meia-linha/reta.
Em três dimensões, podemos distinguir simetria cilíndrica e simetria esférica (sem alteração ao girar em torno de um eixo ou para qualquer rotação). Ou seja, nenhuma dependência do ângulo usando coordenadas cilíndricas e nenhuma dependência de qualquer ângulo usando coordenadas esféricas. O domínio fundamental é um  semiplano através do eixo e uma semirreta radial, respectivamente. Axisimétrico ou axissimétrico são adjetivos que se referem a um objeto com simetria cilíndrica, ou axisimetria (ou seja, simetria rotacional em relação a um eixo central) como um donut (toro). Um exemplo de simetria esférica aproximada é a Terra (no que diz respeito à densidade e outras propriedades físicas e químicas).
Em 4D, a simetria rotacional contínua ou discreta sobre um plano corresponde à simetria rotacional 2D correspondente em cada plano perpendicular, sobre o ponto de interseção. Um objeto também pode ter simetria rotacional em torno de dois planos perpendiculares, por exemplo, se for o produto cartesiano de duas figuras 2D rotacionalmente simétricas, como no caso de, por exemplo, o  duocilindro e vários duoprismas [en] regulares.

### Simetria rotacional com simetria translacional
| Disposição dentro de uma célula primitiva [en] de rotocentros de 2 e 4 dobras. Um domínio fundamental [en] é indicado em amarelo. | Arranjo dentro de uma célula primitiva de rotocentros de 2, 3 e 6 dobras, sozinhos ou em combinação (considere o símbolo de 6 dobras como uma combinação de um símbolo de 2 e um símbolo de 3 dobras); apenas no caso de simetria de 2 dobras, a forma do paralelogramo pode ser diferente. Para o caso p6, um domínio fundamental é indicado em amarelo. |

A simetria rotacional de 2 dobras junto com a simetria translacional única é um dos grupos de friso [en]. Existem dois rotocentros por célula primitiva [en].
Juntamente com a dupla simetria translacional, os grupos de rotação são os seguintes grupos de papel de parede [en], com eixos por célula primitiva:
- p2 (2222): 4×2 dobras; grupo de rotação de uma rede paralelogramma, retangular e rômbica.
- p3 (333): 3×3 dobras; não o grupo de rotação de qualquer rede (toda rede é a mesma de cabeça para baixo, mas isso não se aplica a esta simetria); é, por exemplo, o grupo de rotação do ladrilho triangular regular com os triângulos equiláteros coloridos alternadamente.
- p4 (442): 2×4 dobras, 2×2 dobras; grupo de rotação de uma rede quadrada.
- p6 (632): 1×6 dobras, 2×3 dobras, 3×2 dobras; grupo de rotação de uma rede hexagonal.
- Rotocentros de 2 dobras (incluindo possíveis de 4 e 6 dobras), se presentes, formam a translação de uma rede igual à rede translacional, dimensionada por um fator 1/2. No caso de simetria translacional em uma dimensão, aplica-se uma propriedade semelhante, embora o termo "rede" não se aplique.
- Rotocentros de 3 dobras (incluindo possíveis de 6 dobras), se presentes, formam uma rede hexagonal regular igual à rede translacional, girada em 30° (ou equivalente a 90°) e dimensionada por um fator {\displaystyle {\frac {1}{3}}{\sqrt {3}}}
- Rotocentros de 4 dobras, se presentes, formam uma rede quadrada regular igual à rede translacional, girada em 45° e dimensionada por um fator {\displaystyle {\frac {1}{2}}{\sqrt {2}}}
- Rotocentros de 6 dobras, se presentes, formam uma rede hexagonal regular que é a tradução da rede translacional.

A escala de uma rede divide o número de pontos por unidade de área pelo quadrado do fator de escala. Portanto, o número de rotocentros de 2, 3, 4 e 6 dobras por célula primitiva é 4, 3, 2 e 1, respectivamente, novamente incluindo 4 dobras como um caso especial de 2 dobras, etc.
Simetria rotacional de 3 dobras em um ponto e de 2 dobras em outro (ou idem em 3D em relação a eixos paralelos) implica grupo de rotação p6, ou seja, simetria translacional dupla e simetria rotacional de 6 dobras em algum ponto (ou, em 3D, eixo paralelo). A distância de translação para a simetria gerada por um desses pares de rotocentros é {\displaystyle 2{\sqrt {3}}} vezes a distância deles.
| Euclidean plane | Hyperbolic plane                                                                                |
| --- | ----------------------------------------------------------------------------------------------- |
| Telha triangular Hexakis [en], um exemplo de p6, [6,3]+, (632) (com cores) e p6m, [6,3], (*632) (sem cores); as linhas são eixos de reflexão se as cores forem ignoradas, e um tipo especial de eixo de simetria se as cores não forem ignoradas: a reflexão reverte as cores. As grades de linhas retangulares em três orientações podem ser distinguidas. | Kisrhombille de ordem 3-7 [en], um exemplo de simetria [7,3]+ (732) e [7,3], (*732) (sem cores) |